# Gourock
Gourock (gael. Guireag) − miasto w Wielkiej Brytanii, w hrabstwie Inverclyde. W roku 2008 miasto liczyło 11680 mieszkańców.
W mieście znajduje się Zamek Levan.